# 31-я добровольческая пехотная дивизия СС
31-я добровольческая пехотная дивизия СС (нем. 31. SS-Jägermeister) — тактическое соединение войск СС нацистской Германии. Дивизия была создана 1 октября 1944 года на территории Венгрии из частей самообороны венгерских фольксдойче и немецкого кадра расформированной 23-й горнопехотной дивизии войск СС «Кама».

## Формирование
Формирование дивизии проходило в Фюфкирхене и было закончено через месяц, что, разумеется, не позволило нормально подготовить солдат. Однако сразу же дивизия была введена в состав 4-го венгерского армейского корпуса и брошена на оборону Венгрии от наступающих частей Красной армии.

## Боевой путь
Первоначально дивизия участвовала в боевых действиях в районе Мохач — Печ. Там она участвовала в боях у Поповача, Борцы, Фекете Капу. Затем дивизия отступила на северо-восток в Печварад, затем участвовала в боях южнее Сексарда. Понеся значительные потери, в декабре 1944 года дивизия была вынуждена опять отступить, на этот раз в район Домбовара. Во время этих боёв дивизия опять понесла значительные потери и была выведена в южную Штирию. В Штирии она была расположена в Марбурге на Драве. В Марбурге части дивизии находились около месяца.
В конце января 1945 года кое-как пополненная дивизия была отправлена в группу армий «Центр» в Силезию. По прибытии в район Лигнитца в её состав был введён полицейский полк СС «Брискен», и она была отправлена на фронт. Части дивизии участвовали в наступлении на участке между Шонау и Гольдбергом, а затем оборонялись в этом же районе. Затем они участвовали в оборонительных боях у Мурау и Крейцберга, после чего отступили в Хиршберг, а затем в Кениггратц. В Кениггратце части дивизии сдались Красной Армии.

## Организация
- 78-й добровольческий пехотный полк СС (SS-Freiwilligen-Grenadier-Regiment 78)
- 79-й добровольческий пехотный полк СС (SS-Freiwilligen-Grenadier-Regiment 79)
- 80-й добровольческий пехотный полк СС (SS-Freiwilligen-Grenadier-Regiment 80)
- 31-й добровольческий артиллерийский полк СС (SS-Freiwilligen-Artillerie-Regiment 31)
- 31-й противотанковый дивизион СС (SS-Panzerjäger-Abteilung 31)
- 31-й фузилёрный батальон СС (SS-Füsilier-Bataillon 31)
- 31-й сапёрный батальон СС (SS-Pionier-Bataillon 31)
- 31-й батальон связи СС (SS-Nachrichten-Abteilung 31)
- 31-й полевой запасной батальон СС (SS-Feldersatz-Bataillon 31)

## Командиры
- Бригадефюрер СС и генерал-майор войск СС Густав Ломбард (1 октября 1944 — апрель 1945)
- Бригадефюрер СС и генерал-майор войск СС Август Вильгельм Трабандт (апрель — май 1945)